# Banu Udhra
Els Banu Udhra fou una tribu àrab de la federació dels Kudaa. La seva genealogia tradicional és Udhra ibn Sad ibn Hudhaym ibn Zayd ibn Layth ibn Sad ibn Aslum ibn al-Haf ibn Kudaa. Eren famosos pel seu cor tendre i per l'anomenat «amor dels udhra» (una mena d'amor platònic). Eren idolatres i potser alguns cristians al segle VII quan es van convertir a l'islam. Sota Umar II (Úmar ibn Abd-al-Aziz) foren afavorits i un membre de la tribu, Uthman ibn Sad al-Udhri va governar Damasc, i un altre membre en fou cadi.